# 트리 오브 세이비어
트리 오브 세이비어(Tree of Savior)는 IMC 게임즈에서 제작하고 넥슨에서 서비스하는 대규모 다중 사용자 온라인 롤플레잉 게임이다.
2015년 12월 17일 오픈 베타 테스트를 시작해 2015년 12월 29일 정식 서비스를 시작하였다.